# Nectria pyrosphaera
Nectria pyrosphaera är en svampart som beskrevs av Maire 1917. Nectria pyrosphaera ingår i släktet Nectria och familjen Nectriaceae.   Inga underarter finns listade i Catalogue of Life.